# Tallah
Tallah je americká nu-core skupina z Pensylvánie. Do její současné sestavy patří: Justin Bonitz (zpěv), Derrick Schneider (kytara), Alex Snowden (doprovodná kytara), Max Portnoy (bicí). V současné době jsou podepsáni u Earache Records. Kapela kombinuje nu metal, metalcore a hardcore s prvky deathcoru a rapu.
Skupina byla založena v roce 2017 bubeníkem Maxem Portnoyem, kytaristou Derrickem Schneiderem a baskytaristou Andrew Cooperem. Kapela vydala prozatím dvě alba: Matriphagy (2020) a The Generation of Danger (2022).
Zpěvák Justin Bonitz bývá předíván jako „Hungry Lights“ a Alize Rodriguez jako „Mewzen“, kvůli jejich stejnojmenným youtube kanálům.

## Alba a historie

### No One Should Read This
Na konci roku 2017 kapela nahrála demo verze pro EP No One Should Read This. 1. ledna 2018 se Justin Bonitz připojil do kapely a zanedlouho napsal pro demo text a nahrál vokály na každou skladbu. První koncert měli 7. ledna 2018 a to v The Saint Vitus Baru v Brooklynu. Kapela pak držela doprovodný slot pro A Killer's Confession na turné. V době, kdy byli na svém první turné natočili svůj první videoklip na singl „Placenta“. V červnu 2018 AJ opustil kapelu a byl nahrazen Ericem Novroskim. V srpnu 2018 natočili videoklip pro píseň „Cottonmouth.“ 25. dubna 2019 kapela oznámila, že se podepsali k Earache Records. Max Portnoy také obdržel cenu Modern Drummer Award za „Best Up and Coming Drummer 2019“, přičemž kapela ve stejném roce vystoupila na festivalu Boomtown. 21. ledna 2020 vydali další videoklip pro písničku „Red light“. V říjnu 2019 Eric opustil kapelu a v lednu 2020 se do kapely připojil Alizé "Mewzen" Rodriguez jako DJ.

### MatriphagyaTalladin
5. června 2020 kapela vydala hlavní single „The Silo“ pro jejich debut Matriphagy a 2. července vydali druhý singl pro album „We, the Sad“. 23 července vydali třetí singl „Red light“ a poté další tři „Placenta“ (6. srpna 2020), Overconfidence (20. srpna 2020), L.E.D (11. září 2020). Album vyšlo 2. října 2020.
Album má příběh který vypráví o mladém muži jménem Kungan, který kvůli fyzickému, emocionálnímu a duševnímu týrání od své matky ztratí zdravý rozum a zabije svou matku kterou poté roztrhá a sní.
Knotfest album označil jako jedno z nejlepších metalových nahrávek roku“. "Matriphagy" si odneslo hodnocení 8/10 a 9/10 od Metal Hammer a Rock Tribune. V řijnu se do kapely přidal kytarista Alex Snowden.
1. dubna 2021 Tallah oznámil vydání EP Talladin spolu s prvním singlem „Friend Like Me“. Toto EP se skládá z pěti coverů ze soundtracku Aladdin. Album je exkluzivní na jejich Patreonu.
17. srpna 2021 vydali singl a hudební video „Vanilla Paste“, spolu kde spolupracují s Grantem Hoodem z Guerilla Warfare, AJ Channerem z Fire From the Gods a s Tomem Barberem z Chelsea Grin. 21. listopadu oznámili, že zakládající baskytarista Andrew Cooper odchází s kapely.

### The Generation of Danger
9. března 2022 vydali singl a videoklip k písničce „Telescope“ a oznámili že nahrávají album pojmenované The Generation of Danger s dočasným datem vydání 9. září 2022. 19. dubna 2022 vydali druhý singl, „The Impressionist“ společně s hudebním videem a 1. září 2022 vydali další singl „Shaken (Not Stirred)“ také společně s videoklipem. Poté následovalo vydání dalších dvou singlů a to „For the Recognition“ (13. října 2022 společně s videoklipem) a „Dickers Done“. Album vyšlo až 18. listopadu 2022.
The Generation of Danger je o geniálním vědci, který se zblázní z toho jak je „zameten pod koberec“ poté, co multimiliardová korporace, která ho zaměstnává, přijme zásluhy za jeho nejnovější, oceňovaný vynález. Ten se chce pomstít tím, že je přinutí zúčastnit se největšího experimentu, jaký kdy svět vědy viděl.
25. srpna 2023 byly odhaleny konverzace Alizého „Mewzena" Rodrigueze s nezletilými dívkami ve které se objevily i nahé fotky. 26. srpna kapela oznámila že s Mewzenem ukončují vztahy a že je vyhozen z kapely.

## Hudební styl a vzory
Tallah se snaží vylepšit a zkombinovat zvuk metalu na začátku 21. století (Slipknot, Linkin Park, Korn) s moderním hardcorem (Code Orange, Vein, Candy, Fire From The Gods). Hudba Tallahu obsahuje taky prvky deathcoru, death metalu a rapu. Justin Bonitz uvádí Slipknot, Linkin Park, Korn, System Of A Down, Code Orange, Fire from the Gods, Knocked Loose jako jeho vzory, bubeník Max Portnoy uvádí Joeyho Jordisona a Chrisa Adlera.

## Diskografie

### Alba
- Matriphagy (2020)
- The Generation of Danger (2022)

### EP
- No One Should Read This (2018)
- Talladdin (2021)

### Singly
- „Placenta“ (2018)
- „Gooba“ (2020)
- „The Silo“ (2020)
- „We, the Sad“ (2020)
- „Red Light“ (2020)
- „Placenta“ (2020)
- „Overconfidence“ (2020)
- „L.E.D.“ (2020)
- „Friend Like Me“ (2021)
- „Vanilla Paste“ (2021)
- „Telescope“ (2022)
- „The Impressionist“ (2022)
- „Shaken (Not Stirred)“ (2022)
- „For The Recognition“ (2022)
- „Dicker's Done“ (2022)